# Иванов, Димитрие
Димитрие Иванов (рум. Dimitrie Ivanov; 24 сентября 1944, Сфынту-Георге — 1998) — румынский гребец-байдарочник, выступал за сборную Румынии в середине 1960-х — начале 1970-х годов. Серебряный призёр летних Олимпийских игр в Мехико, чемпион мира, победитель многих регат национального и международного значения.

## Биография
Димитрие Иванов родился 24 сентября 1944 года в городе Сфынту-Георге, жудец Ковасна.
Первого серьёзного успеха на взрослом международном уровне добился в 1966 году, когда попал в основной состав румынской национальной сборной и побывал на мировом первенстве в Восточном Берлине, откуда привёз награду золотого достоинства, выигранную в километровой дисциплине четвёрок. Будучи одним из лидеров гребной команды Румынии, благополучно прошёл квалификацию на летние Олимпийские игры 1968 года в Мехико — в составе четырёхместного экипажа, куда также вошли гребцы Михай Цуркаш, Антон Каленик и Хараламбие Иванов, завоевал на дистанции 1000 метров серебряную медаль — в решающем заезде их обошёл лишь экипаж из Норвегии.
После Олимпиады Иванов ещё в течение нескольких лет оставался в основном составе румынской национальной сборной и продолжал принимать участие в крупнейших международных регатах. Так, в 1971 году он выступил на чемпионате мира в югославском Белграде, где стал серебряным призёром в программе эстафеты 4 × 500 м — на финише проиграл только команде Венгрии. Вскоре по окончании этих соревнований принял решение завершить карьеру профессионального спортсмена, уступив место в сборной молодым румынским гребцам.
Умер в 1998 году.